# Communauté de communes de Plancy-l'Abbaye
Pour les articles homonymes, voir Plancy et L'Abbaye.
La communauté de communes de Plancy-l'Abbaye est une ancienne communauté de communes française, située dans le département de l'Aube et la région Grand Est.

## Historique
- Création de la CC le 24 décembre 1993.
- Elle fusionne avec la communauté de communes Seine Fontaine Beauregard pour former la communauté de communes Seine et Aube au 1er janvier 2017.

## Composition
Elle était composée des communes suivantes :
| Nom                     | Code Insee | Gentilé          | Superficie (km2) | Population (dernière pop. légale) | Densité (hab./km2) |
| ----------------------- | ---------- | ---------------- | ---------------- | --------------------------------- | ------------------ |
| Plancy-l'Abbaye (siège) | 10289      | Plancéens        | 41,38            | 939 (2014)                        | 23                 |
| Bessy                   | 10043      | Bessitiaux       | 7,03             | 134 (2014)                        | 19                 |
| Boulages                | 10052      | Boulageois       | 11,54            | 245 (2014)                        | 21                 |
| Champfleury             | 10075      | Campofleuridiens | 17,98            | 123 (2014)                        | 6,8                |
| Charny-le-Bachot        | 10086      | Charnycois       | 13,64            | 241 (2014)                        | 18                 |
| Rhèges                  | 10316      | Rhégeois         | 14,80            | 245 (2014)                        | 17                 |
| Salon                   | 10365      | Salonais         | 21,67            | 133 (2014)                        | 6,1                |
| Viâpres-le-Petit        | 10408      | Viâprots         | 11,13            | 116 (2014)                        | 10                 |

## Compétences
- Collecte des déchets des ménages et déchets assimilés
- Traitement des déchets des ménages et déchets assimilés
- Création, aménagement, entretien et gestion de zone d'activités industrielle, commerciale, tertiaire, artisanale ou touristique
- Action de développement économique (Soutien des activités industrielles, commerciales ou de l'emploi, soutien des activités agricoles et forestières...)
- Schéma de cohérence territoriale (SCOT)
- Création et réalisation de zone d'aménagement concerté (ZAC)
- Programme local de l'habitat
- Autres